# Finał Pucharu Polski w piłce nożnej 1995
Finał Pucharu Polski w piłce nożnej 1995 – mecz piłkarski kończący rozgrywki Pucharu Polski 1994/1995 oraz mający na celu wyłonienie triumfatora tych rozgrywek, który został rozegrany 18 czerwca 1995 roku na Stadionie Wojska Polskiego w Warszawie, pomiędzy Legią Warszawa a GKS-em Katowice. Trofeum po raz 11. wywalczyła Legia Warszawa, a ponieważ zdobyła w sezonie 1994/1995 również mistrzostwo Polski, GKS Katowice uzyskał tym samym prawo gry w Pucharze Zdobywców Pucharów 1995/1996.

## Droga do finału
| Legia Warszawa | Legia Warszawa    | Legia Warszawa | Runda       | GKS Katowice | GKS Katowice      | GKS Katowice |
| Data           | Przeciwnik        | Wynik          | Runda       | Data         | Przeciwnik        | Wynik        |
| -------------- | ----------------- | -------------- | ----------- | ------------ | ----------------- | ------------ |
| 26.10.1994     | Zagłębie Lubin    | 1:0            | IV runda    | 15.11.1994   | Naprzód Rydułtowy | 3:1          |
| 30.11.1994     | Hetman Zamość     | 3:0            | 1/8 finału  | 30.11.1994   | Ślęza Wrocław     | 3:1          |
| 05.04.1995     | Raków Częstochowa | 4:1 pd.        | Ćwierćfinał | 05.04.1995   | Stal Mielec       | 1:0          |
| 03.05.1995     | Ruch Chorzów      | 3:1            | Półfinał    | 03.05.1995   | Lech Poznań       | 1:1 (k. 4:2) |

## Tło
W finale Pucharu Polski 1994/1995 zmierzyli się ze sobą świeżo upieczony mistrz Polski, Legia Warszawa oraz GKS Katowice. Rozgrywki miały nowego sponsora, Wedel S.A., który ufundował za triumf solidne premie. Transmisja odbyła się w prywatnej telewizji (sygnał szedł także za granicę, komentator co pewien czas „przełączał się” z języka polskiego na język angielski).

## Mecz

### Przebieg meczu
Mecz finałowy odbył się 18 czerwca 1995 roku o godzinie 15:00 na Stadionie Wojska Polskiego w Warszawie. Sędzią głównym spotkania był Roman Kostrzewski. Drużyna Wojskowych objęła prowadzenie już w 26. minucie, po wykonaniu rzutu wolnego wykonanego przez Leszka Pisza, a piłka minęła źle ustawiony mur drużyny GieKSy, po czym wpadła do siatki.
W trakcie meczu chuligani rzucali na murawę petardy i kamienie. W 89. minucie wynik meczu ustalił Jerzy Podbrożny.

### Szczegóły meczu
| 18 czerwca 1995 15:00 | Legia Warszawa · Pisz 26' · Podbrożny 89' | 2:01:0Raport | GKS Katowice | Stadion Wojska Polskiego, Warszawa Widzów: 20 000 Sędzia: Roman Kostrzewski (Warszawa) |
|                       |                                           |              |              |                                                                                        |

| Legia Warszawa: |  |                        |  |     |
|                 |  |                        |  |     |
| BR              |  | Maciej Szczęsny        |  |     |
| OB              |  | Marek Jóźwiak          |  |     |
| OB              |  | Jacek Zieliński        |  |     |
| OB              |  | Piotr Mosór            |  |     |
| OB              |  | Krzysztof Ratajczyk    |  | 77' |
| OB              |  | Grzegorz Lewandowski   |  |     |
| PO              |  | Leszek Pisz            |  |     |
| PO              |  | Zbigniew Mandziejewicz |  |     |
| PO              |  | Jacek Bednarz          |  |     |
| NA              |  | Marcin Mięciel         |  | 65' |
| NA              |  | Jerzy Podbrożny        |  |     |
| Zmiany:         |  |                        |  |     |
| PO              |  | Adam Fedoruk           |  | 65' |
| OB              |  | Radosław Michalski     |  | 77' |
| Trener:         |  |                        |  |     |
| Paweł Janas     |  |                        |  |     |

| GKS Katowice:   |  |                        |              |     |
|                 |  |                        |              |     |
| BR              |  | Janusz Jojko           |              |     |
| OB              |  | Kazimierz Węgrzyn      |              |     |
| OB              |  | Krzysztof Maciejewski  |              |     |
| OB              |  | Marek Świerczewski     |              |     |
| OB              |  | Mirosław Widuch        | Żółta kartka |     |
| PO              |  | Adam Ledwoń            |              |     |
| PO              |  | Sławomir Wojciechowski |              | 61' |
| PO              |  | Grzegorz Borawski      |              |     |
| PO              |  | Jerzy Brzęczek         |              |     |
| NA              |  | Bartosz Karwan         |              | 61' |
| NA              |  | Grzegorz Pawłuszek     | Żółta kartka |     |
| Zmiany:         |  |                        |              |     |
| PO              |  | Andrzej Sermak         |              | 61' |
| PO              |  | Adam Kucz              |              | 61' |
| Trener:         |  |                        |              |     |
| Jacek Góralczyk |  |                        |              |     |

| Puchar Polski w piłce nożnej 1994/1995 Zwycięzcy |
| ------------------------------------------------ |
| Legia Warszawa 11. Tytuł                         |

## Po meczu
Puchar Polski zdobyła Legia Warszawa zdobywając tym samym swój drugi dublet z rzędu. Po meczu chuligani starli się z policją, demolując przy tym część trybun Stadionu Wojska Polskiego. Trzech zawodników drużyny GieKSy zostało zaatakowanych, natomiast zawodnicy drużyny Wojskowych zamiast cieszyć się z sukcesów na oczach innych kibiców, przerażeni uciekli do szatni.